# Jorge Fonseca
Jorge Fonseca, (* 30. října 1992 na Svatém Tomáši a Princově ostrově) je portugalský zápasník – judista.

## Sportovní kariéra
V Portugalsku žije od svých 11 letech kam se přestěhoval s matkou na předměstí Lisabonu do Damie z bývalé portugalské kolonie Svatý Tomáš a Princův ostrov. Ve 14 letech se poprvé seznámil s judem pod vedením Pedra Soarese. Vrcholově se judu věnuje od 21 let v klubu Sporting Lisabon. V roce 2016 se přímo kvalifikoval na olympijské hry v Riu. V prvním kole si vychutnal afghánského judistu nejrychlejších ipponem turnaje (8 sekund) a ve druhém kola udával tempo zápasu s Čechem Lukášem Krpálkem. Koncem druhé minuty se ujal vedení na juko po technice o-soto-guruma, ale nasazené tempo do konce hrací doby nevydržel. Poslední minutu zápasu neudýchal, dostal tři napomínání za pasivitu v krátkém časovém horizontu a od čtvrtého napomenutí (hansokumake) ho zachránilo Krpálkovo sumi-gaeši na wazari dvacet sekund před koncem.

### Vítězství
- 2014 - 2x světový pohár (Tchaj-wan, Lisabon)

## Výsledky
| Olympijské hry     |     | —   |     |     |    | úč. |     |  |  |  |  |  |  |  |  |  |  |  |  |  |  |  |  |  |
| Mistrovství světa  | —   |     | úč. | úč. | —  |     | úč. |  |  |  |  |  |  |  |  |  |  |  |  |  |  |  |  |  |
| Evropské hry       |     |     |     |     | 5. |     |     |  |  |  |  |  |  |  |  |  |  |  |  |  |  |  |  |  |
| Mistrovství Evropy | —   | —   | —   | úč. | 5. | —   | úč. |  |  |  |  |  |  |  |  |  |  |  |  |  |  |  |  |  |
| ME do 23 let       | úč. | úč. | 1.  | 3.  |    |     |     |  |  |  |  |  |  |  |  |  |  |  |  |  |  |  |  |  |
| MS juniorů         | úč. |     |     |     |    |     |     |  |  |  |  |  |  |  |  |  |  |  |  |  |  |  |  |  |
| ME juniorů         | 5.  |     |     |     |    |     |     |  |  |  |  |  |  |  |  |  |  |  |  |  |  |  |  |  |